# Segunda batalla de Oituz

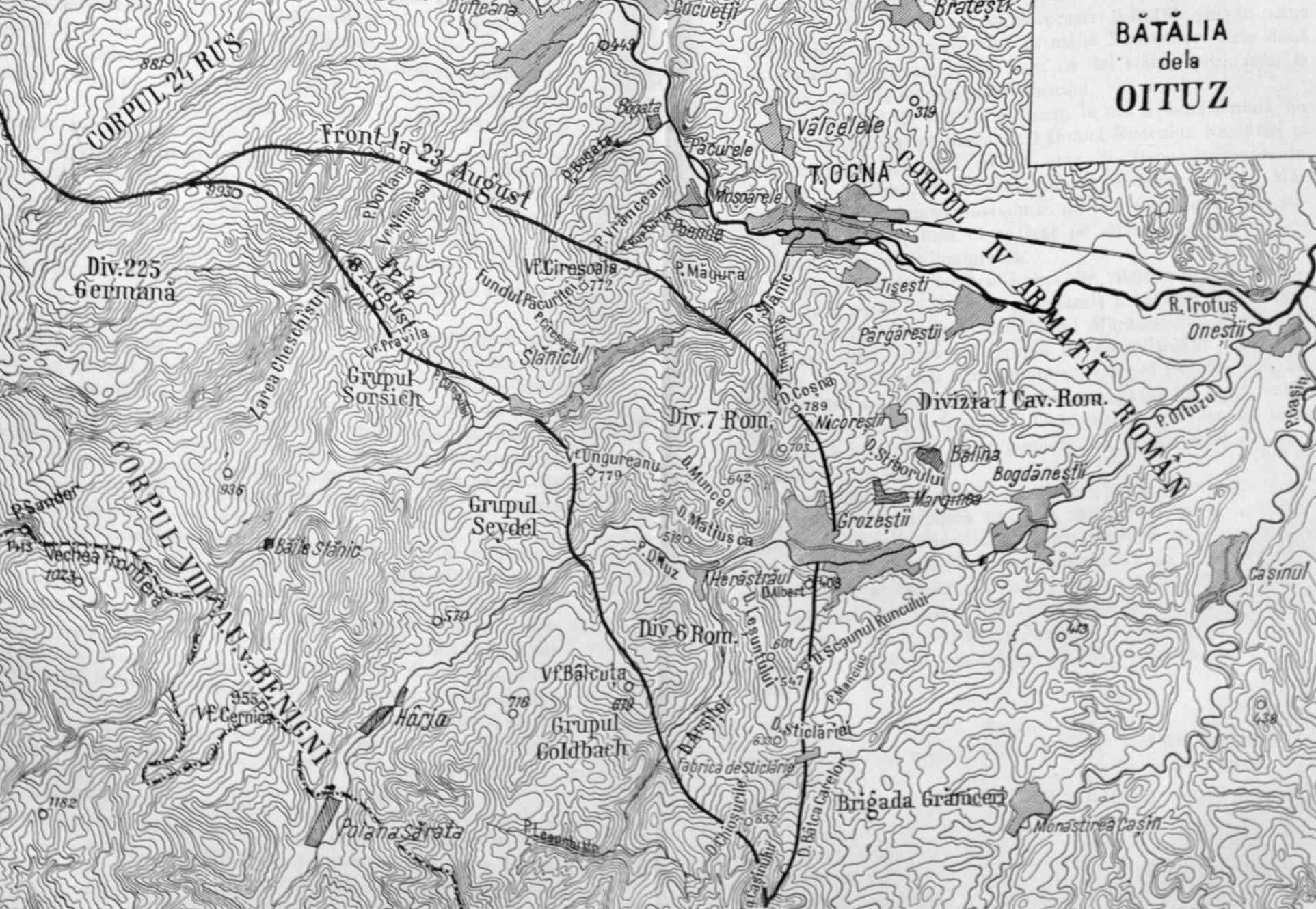
Mapa de donde ocurrió la segunda batalla de Oituz

La segunda batalla de Oituz fue un combate librado entre unidades rumanas y austrohúngaras en agosto de 1917, durante la Primera Guerra Mundial.

## Plan
El 1.er Ejército austrohúngaro del archiduque José Augusto de Austria atacó al 2.º Ejército rumano de Alexandru Averescu con el fin de batirlo  acudir luego en ayuda de las fuerzas alemanas que combatían al sur, cerca de Mărășești. El objetivo general era vencer definitivamente al Ejército rumano y facilitar así la firma de la paz. El plan de ataque consistía y conquistar las cumbres de los valles de Slănic, Cașin y Oituz para luego penetrar en la llanura del río Trotuș junto a Târgu Ocna. Alcanzada esta población, las fuerzas del general Friedrich Gerok, al mando de la operación, debían virar hacia el sur, hacia Mărășești.
Para ello Gerok contaba con las divisiones 70.ª y 71.ª austrohúngaras y la 217.ª alemana, además de otras unidades menores. Averescu defendía las posiciones rumanas con las divisiones 6.ª y 7.ª. Los austro-alemanes gozaban de superioridad numérica (tres soldados por cada dos del enemigo) y esperaban poder hacer retroceder a los rumanos con facilidad.

## Batalla
La batalla comenzó el 8 de agosto con el bombardeo de las posiciones rumanas, en el que se empleó gas venenoso. La lid consistió en una serie de cruentos asaltos y contraataques de los dos bandos por apoderarse de las cimas de las montañas en disputa, que dominaban el acceso a la región de Moldavia desde Transilvania. No obstante, los rumanos fueron cediendo terreno paulatinamente.
El 10 de agosto, cuando la situación parecía desesperada, Averescu solicitó y obtuvo refuerzos, que la tarde del día siguiente lograron recuperar a la bayoneta algunos de las posiciones clave perdidas los días anteriores. Durante los días 12 y 13, los rumanos tomaron la iniciativa y recobraron nuevas posiciones merced a una serie de encarnizados combates. El agotamiento de los dos bandos detuvo temporalmente los choques hasta el día 19. Ese día los austro-alemanes contraatacaron y recuperaron las cumbres de Coṣna, que dominan Târgu Ocna. Los contraataques rumanos de los días 19 y 20 no lograron expulsar al enemigo de las cumbres, pero sí detener su avance y proteger Târgu Ocna. Pocos días después, el mando decidió trasladar algunas de las unidades al frente italiano, dando así por concluida la ofensiva y el intento de invasión de Moldavia. Aunque a principios de septiembre tuvieron lugar algunos violentos choques entre los dos bandos, fue para consolidar las posiciones.